# متحف السلط التاريخي
متحف السلط التاريخي (بيت أبو جابر)، هو بناء تراثي يقع وسط مدينة السلط ويعود تاريخه إلى أواخر القرن التاسع عشر. يقع البناء الذي جُدّد عام 1892 على أرضٍ مساحتها 700 متر. شملت عملية إعادة البناء التي أنجزتها عائلة الجوابرة (أبو جابر) مرحلتان، تضمنت المرحلة الأولى بناء الجهة الشرقية من الحجر الأبيض الذي جلب من منطقة وادي شعيب، بينما شملت المرحلة الثانية التي بدأت عام 1896 بناء الجهة الغربية، وهي من الحجر الأصفر الذي جلب من منطقة السلالم.
عاشت عائلة الجوابرة في هذا المنزل حتى عام 1936، حيث انتقلت إلى عمّان، فأجّر المبنى لمجموعة من العائلات، ثم أصبح مركزاً للهلال الأحمر، ومدرسة للأطفال، ما أثر سلبياً على رسومات المبنى المميزة.

## تاريخ
بعد شراء الجوابرة للأرض عام 1890، هُدم البيت القديم المُقام عليها وبُني الطابق الأرضي من البناء الجديد على مرحلتين؛ الأولى من الجهة الشرقية عام 1892، والثانية من الجهة الغربية عام 1896.
بدأ بناء الطابق الأول عام 1902، قُسّم الطابق لثلاث شقق مستقلة فسكنته العائلات، أما الطابق الأرضي فقد خُصص جزء منه كمضافة للاستقبالات وإقامة الولائم، وألحق به مستودع للغلال واسطبل للدواب ورواحل الضيوف. أما الطابق الثاني فقد أضيف للبناء عام 1906، وتضمن 3 شقق لكل منها باحة داخلية وقاعة للضيوف.

## النمط المعماري
يتميّز الطابق الأرضي بالأرضية التي كانت مبلطة بحجارة مربعة ومستطيلة ذات أحجام مختلفة صُفّت بأشكال هندسية ونباتية. أعيد تبليط غرفة المضافة ببلاط مزخرف ملون قياسه 30 ×30سم بألوان الأسود والأصفر والوردي ولون الحجر الطبيعي.
يعتبر النمط المعماري للطابق الأول من المبنى أنموذجاً للنمط المعماري التقليدي السائد في المنطقة في تلك الحقبة الزمنية، حيث يتكون من غرف عدة بأحجام مختلفة ومسقوفة إما بعقود برميلية أو متقاطعة، تتراوح سماكة الجدران بين 60 سم و100 سم لتتحمل بناء العفود، والسقف ذي القباب المتقاطعة. بني هذا الطابق من حجر «الحثّان» المدقق بتفصيلاته الحجرية المتقنة وزخرفت جدرانه بالجبس، أما الشرفات البارزة فقد استُخدمت الدعامات في بنائها.
يتميز النمط المعماري للطابق الثاني باستخدام مواد جلبت من الخارج، كالرخام الإيطالي والقرميد الألماني والزجاج البلجيكي. يتميز الطابق من الداخل بالسقف المزخرفه والسقوف المائلة والأدراج المعلقة. أما سماكة الجدران فتعتبر قليلة نسبياً، إذ لا تزيد عن 30 سم. أرضيات الطابق الثاني مبلطة بالرخام الإيطالي، حيث قيل أن تكلفة قطعة الرخام الواحدة بقياس 75×75 سم بلغت ليرة ذهبية عثمانية، فقد نقل هذا الرخام من إيطاليا إلى ميناء حيفا، ومن هناك بواسطة القطار إلى درعا، ومن ثمّ بواسطة سكة حديد الحجاز من درعا إلى عمّان، وعلى ظهر جمال الجوابرة من عمّان إلى السلط. البلاط مزين بتصاميم شائعة من أشكال الأزهار والنباتات بذات النمط الزخرفي الأوروبي. ثمة رسومات سقفية كرسومات الفصول الأربعة في الطابق الثاني استخدمت في رسمها الألوان الزيتية. ويعتقد أن من أنجزها فنان ألماني يدعي «مينليك» قدم إلى السلط من حيفا.

## المتحف
تبرّع آل أبو جابر بالبناء لوزارة السياحة، التي عملت على تحويله إلى متحف بالتعاون مع مؤسسة جايكا اليابانية، افتتحت وزيرة السياحة سوزان عفانة والسفير الياباني في الأردن المتحف في الثاني من تشرين الثّاني/نوفمبر عام 2010. تبلغ مساحة المتحف حوالي 1,242 متراً مربعاً، حيث يُطلّ على المركز التجاري للمدينة. يعرض المتحف تاريخ مدينة السلط وثقافتها وفلكلورها في فترة ازدهارها منذ منتصف القرن التاسع عشر حتى أوائل القرن العشرين (1847-1918)، وتم ترتيب صالات العرض بطريقة تتلاءم مع التصميم الداخلي للمتحف مع أقل قدر من التعديلات الفراغية،
يضم الطابق الأرضي مركزاً للزوار ومركز دراسات وقاعة عرض مؤقتة، أما الطابق الأول فيشمل قاعات عروض دائمة لتاريخ المدينة وجغرافيتها. فيما يركز الطابق الثاني على المواضيع الثقافية والمعمارية والحياة اليومية للمدينة.
تعرض القائمة الرئيسية مجموعة من القطع الفخارية من العصر النحاسي عُثر عليها في موقع (تليلات الغسول)، وجرار ماء وأسرجة خزفية عُثر عليها في منطقة السلالم ومنطقة الطوال الشرقي، كما توجد بعض القطع الفخارية التي عثر عليها في منطقة تل دير علا، إضافة لذكل يوجد العديد من القطع الزجاجية والأسرجة والشمعدانات التي وجدت في كنيسة مكتشفة في (جلعد) من الفترة البيزنطية. كما تضم خزائن المتحف قطعاً فخارية وأساور برونزية وجدت في منطقة وادي شعيب تعود إلى الفترة الرومانية ووالأيوبية المملوكية.
أما قاعة العرض العلوية فهي أصغر حجماً من القاعة الرئيسية، وتعرض فيها قطع فخارية وزجاجية وفسيفسائية من أرضية كنسية بيزنطية في منطقة الشونة الجنوبية؛ تتضمن هذه القاعة قسماً يعرض مجموعة من الصور الفوتوغرافية لنماذج من بيوت السلط القديمة وبعض الاحياء والأسواق القديمة في البلدة.
عام 2006، استُحدثت قاعة خاصة بالأطفال، تحوي أقراصاً مدمجة ونشرات تساعد الأطفال على التعرّف على الأهمية الفنية والتاريخية للقطع الأثرية.
تتضمن فعاليات المتحف الرئيسية عقد محاضرات وندوات ودورات وورشات عمل لمواضيع ذات صلبة بالحفاظ على التراث المعماري والحضاري للمدينة،